# Beryslav
Beryslav (in ucraino Берислав?) è una città ucraina (11 895 abitanti) nel distretto di Beryslav, nell'oblast' di Cherson. Ospita l'amministrazione della comunità territoriale di Beryslav, una delle comunità territoriali dell'Ucraina.                           

## Geografia
Beryslav sorge sulla riva destra del Dnepr, nell'Ucraina meridionale, a 77 km a nord-est di Cherson.

## Storia

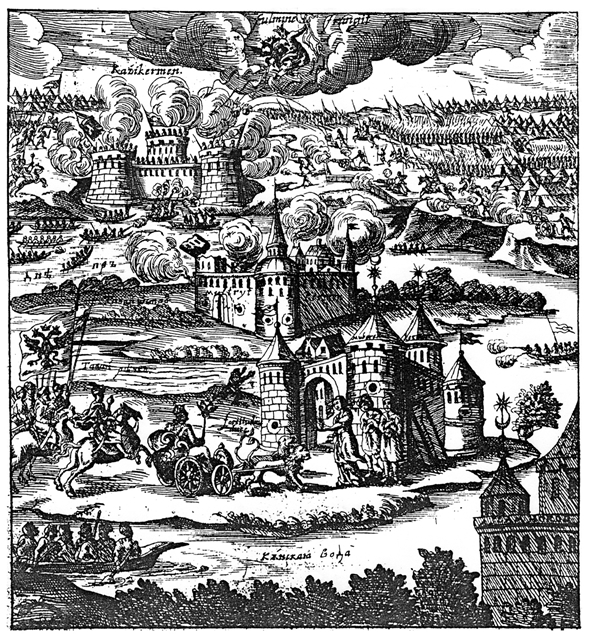
incisione di Tarasiewicz raffigurante l'assedio di Kazikermen del 1695 condotto da Ivan Mazepa e Boris Šeremetev.

Fu fondata dai lituani nel tardo XIV secolo. Qui il granduca Vitoldo vi costruì un castello. Data la sua posizione sul Dnepr, fu per decenni l'estrema dogana meridionale della Lituania. Passata sotto il controllo dei turchi e ribattezzata Kizikermen o Kazikermen, le sue difese vennero ampliate, trasformando così la località in una dei principali fortezze ottomane sul Dnepr.
Nell'agosto 1695, durante la prima campagna d'Azov, fu attaccata e saccheggiata dai cosacchi di Ivan Mazepa e del generale russo Boris Petrovič Šeremetev. In seguito al trattato di Costantinopoli del 1700 le fortificazioni ottomane vennero smantellate. Nel 1784 l'insediamento fu rifondato e ribattezzato Beryslav.
Nel dicembre 1918 l'etmano Pavlo Skoropad'skyj inviò da Beryslav un telegramma a Kiev con il quale annunciava le sue dimissioni.
Beryslav è stata occupata dalle truppe russe durante le prime fasi dell'invasione dell'Ucraina nel 2022. La cittadina è stata liberata dall'esercito ucraino nel settembre successivo, durante la controffensiva che ha portato alla liberazione di Cherson.

## Monumenti e luoghi d'interesse
- Chiesa della Santa Presentazione, costruita nel 1725 come chiesa di un forte cosacco, fu trasportata sul sito attuale nel 1784.